# Cottesloe
Cottesloe è un sobborgo situato nell'area metropolitana di Perth, in Australia Occidentale; esso si trova ad ovest del centro cittadino ed è la sede della Città di Cottesloe.
La cittadina deve il suo nome a Thomas Fremantle, I barone Cottesloe, un importante politico britannico e fratello dell'ammiraglio Charles Fremantle, che diede il nome all'omonima città. Inoltre il vicino sobborgo di Swanbourne venne così battezzato in onore del luogo d'origine della famiglia, nel Buckinghamshire, in Inghilterra.